# Elbingerode (Harz)
Elbingerode (Harz) è una frazione della città tedesca di Oberharz am Brocken, nel Land della Sassonia-Anhalt.
Qua è nato lo slittinista Norbert Hahn. 

## Storia
Fino al 31 dicembre 2009 ha costituito un comune autonomo con status di città.